# 青森県道161号豊川館岡線
青森県道161号豊岡館岡線（あおもりけんどう161ごう とよおかたておかせん）は、青森県つがる市を通る一般県道である。

## 概要
つがる市稲垣町豊川の岩木川左岸で青森県道43号五所川原車力線から西へ分岐し、つがる市木造館岡で青森県道12号鰺ケ沢蟹田線に接続する。

### 路線データ
- 起点：つがる市稲垣町豊川[1]
- 終点：つがる市木造館岡[1]

## 歴史
- 1961年（昭和36年）2月10日 - 県道に認定される[1]。

## 地理

### 交差する道路
- 青森県道43号五所川原車力線（つがる市稲垣町豊川、起点）
- 青森県道184号下派立沼崎線（つがる市稲垣町沼崎）
- 青森県道162号再賀木造線（つがる市稲垣町千年）
- 青森県道12号鰺ケ沢蟹田線（つがる市木造館岡、終点）

### 沿線の施設
- つがる警察署稲垣駐在所
- つがるにしきた農業協同組合本店
- つがる市役所 稲垣支所（旧稲垣村役場）
- 稲垣温泉
- 千年簡易郵便局